# 坊子德日建筑群
坊子德日建筑群，位于山东省潍坊市坊子区，中华人民共和国第七批全国重点文物保护单位。
2006年12月7日，公布为山东省文物保护单位；2013年5月公布为全国重点文物保护单位。
现存166处德日建筑，其中103栋德国建筑，另存有德建火车站、胶济铁路等铁路设施，以及德建矿井等炭矿遗址。此外还有万和楼等民国建筑。

## 历史
坊子地区早在乾隆年间已探明煤矿。1898年，德国与清政府签订《胶澳租界条约》，条约规定允许德国在山东境内修筑两条铁路，并且“德商享有铁路沿线两侧30里以内的开矿权”。此后德国组织成立华德矿务公司，对坊子煤炭储量进行勘探，共探得坊子煤炭储量350万吨。
1899年德国人建设胶济铁路，正线绕弯经过坊子。
1901年9月，德国在坊子开凿第一口煤井。
1902年6月，德国人修建的坊子火车站开通运营。
1905年，德国人在三马路西段建立天主教堂和修女院。
1914年9月，德日开战。同年9月25日，德国人退出坊子煤矿。9月28日，日军侵占坊子煤矿。战后日本以战胜国身份强行接管了德国在坊子的一切权益。
1922年2月4日，中日两国在华盛顿签订《山东悬案解决条约》，坊子煤矿归还中国。同年12月，日军撤走。1938年重新侵占，持续到1945年日军投降，期间设立了邮电局等设施以及各类洋行。
随着炭矿的开采、铁路的开通，工商业日趋繁荣。至抗日战争前夕，坊子已有大大小小商店百余家，马路也随之增多，有了二、三、四马路。至1948年解放时，坊子镇已有大小店铺、旅社、作坊等230余家，号称“南北三条马路，东西十里洋场”。

## 坊子火车站
车站位于安丘路、一马路交汇处，高10.8米，占地面积527.87平方米，是当时胶济铁路沿线56个车站中的4个高级车站之一（另三个为青岛、济南、张店）。建成之初具有旅客和货物运输、机车车辆检修、蒸汽机车上水上煤、电报接收发送和警务警备等功能。
1984年，胶济铁路复线改造，因部分线路改道调直，不再承担煤炭运输重任的坊子站退出胶济铁路正线，变为支线终点车站。坊子以东原胶济铁路逐渐被拆除。

## 坊子矿井
1898年4月27日，德地质工程师斯美德带领广东人黄国香到坊子一带首次勘探，采煤取样。
1898年9月8日，德国在坊子投建了第一口竖井，取名坊子竖坑。后因井址不理想，1901年9月18日，井址东移1公里重新建井，仍沿旧名。1902年开始采煤。
此后德国人在坊子先后开凿了安妮竖坑（1904年）和敏娜竖坑（1905年）。到1911年，坊子煤矿的矿区总面积已经扩大到528平方公里，成为当时全国煤田面积最大的矿区之一。
矿井工矿设备和机器全部由德国进口，当时在山东是最为先进的机械设备。

## 现状
包含了建筑群的坊茨小镇历史文化街区对外开放。现有德建坊子站站房、德军司令部、德国军队医官高级住宅等建筑已修复完善。军医院等建筑年久失修，目前处于封闭修缮中。该地区长期作为坊子镇居民生活区域，有周边居民的居住建筑增建。
矿井遗址现经山东新方集团股份有限公司开发为炭矿博物馆，位于北海路长宁路交汇处以南。